# Type 73 (siluro leggero)
Il Type 73 (in giapponese Nanasan shiki tan gyōrai) è un siluro leggero giapponese progettato dal Technical Research and Development Institute (TRDI) dell'Agenzia della Difesa giapponese, noto anche con le sigle G-9 e G-9B, che gli furono assegnate durante lo sviluppo. Il costruttore di questo siluro era Mitsubishi Heavy Industries.
Il Type 73 è entrato in servizio nel 1973 nella Forza marittima di autodifesa, per essere impiegato da una grande varietà di navi, elicotteri e aerei, ed è stato ritirato soltanto nel 2011.

## Storia e sviluppo
Lo sviluppo iniziò nel 1960 con la denominazione G-9,  tuttavia le specifiche del progetto vennero cambiate più volte, e la durata del programma si prolungò per un periodo di tempo piuttosto lungo e non previsto. La necessità di creare questo modello di siluro nasceva dall'esigenza di adottare il sistema di guida passiva tridimensionale del siluro Type 54, che all'epoca sembrava molto avanzato, a un siluro leggero da 324 mm.
Tuttavia nel 1964 la Forza marittima di autodifesa incominciò l'introduzione del siluro Mk 44, e ne avviò anche la produzione su licenza, rendendo di fatto inutile e superfluo il programma. Intanto era stato realizzato anche il siluro Mk 46, decisamente più performante, ma la Forza marittima di autodifesa non riuscì a ottenerlo in tempi brevi, e si pensò quindi di prendere in considerazione un miglioramento del G-9. Così il siluro G-9 venne modificato per divenire il successore dello stesso Mk 44. I test che vennero effettuati dal 1965 al 1966 si rivelarono insoddisfacenti, mostrando tante lacune e gravi difetti. Furono perciò apportati molti cambiamenti, con un intenso lavoro di riprogettazione durato dal 1967 al 1968. Si concluse anche la realizzazione di un nuovo sistema di guida più avanzato che teneva in considerazione i progressi tecnologici dell'epoca. Nel 1969 il siluro era talmente trasformato che si decise di attribuirgli un nuovo nome con la sigla G-9B. Dal 1970 al 1973 si svolsero i test con le prove pratiche di valutazione, e infine nel 1973 venne dichiarato idoneo entrando immediatamente in servizio.

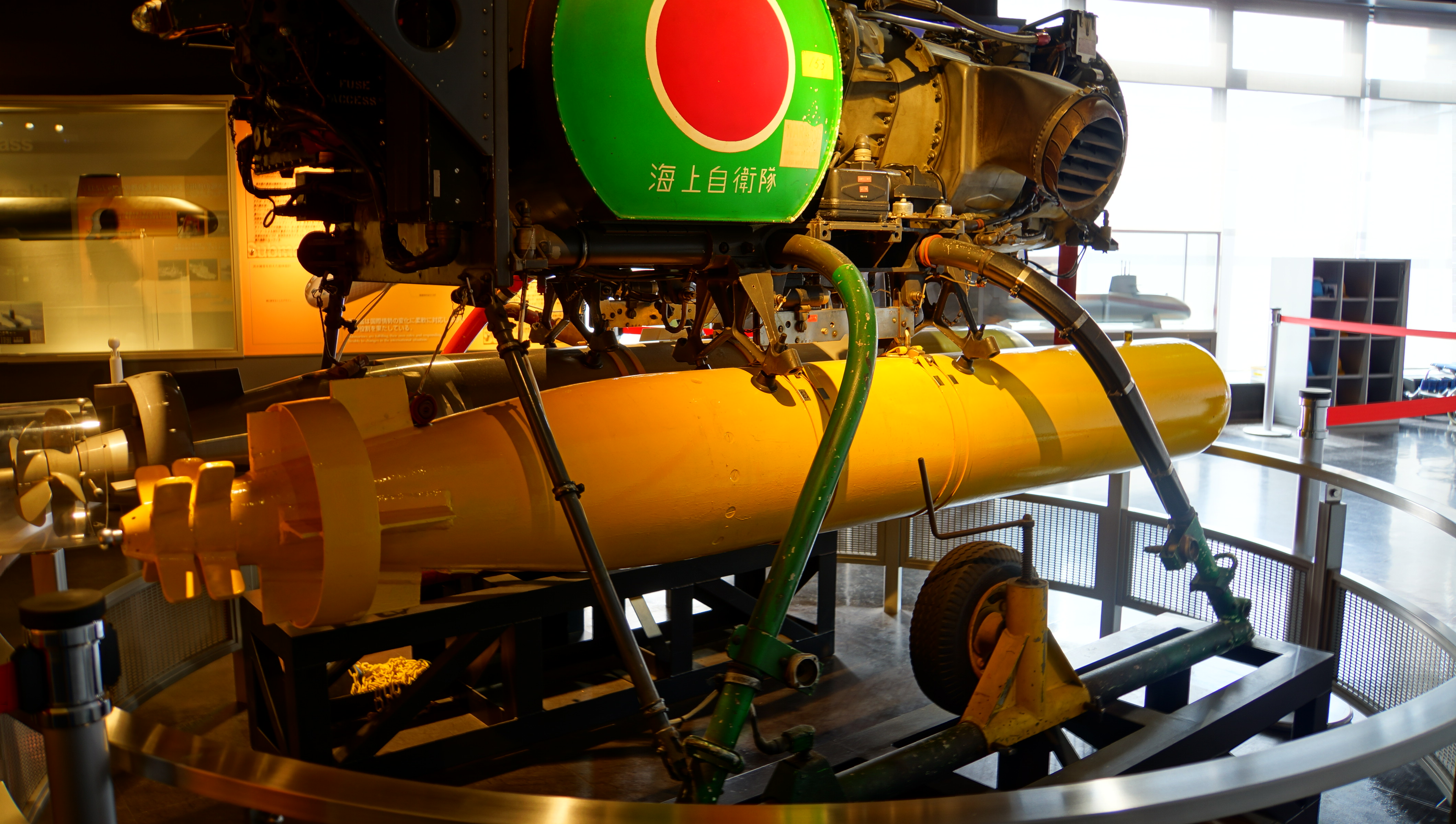
Il siluro Type 73 esposto al museo di Kure.

Negli anni '80 fu sviluppata una versione migliorata chiamata Type 73 (B) che entrò in servizio nel 1984, sostituendo i vecchi modelli. Il siluro Type 73 è stato ampiamente usato da navi, elicotteri, aerei ed è stato impiegato anche per armare i missili antisom ASROC.
Il Type 73 è stato radiato e ritirato soltanto nel 2011.

## Caratteristiche tecniche
Il Type 73 è un siluro leggero lungo 2,5 metri, con un diametro di 324 mm, e un peso di 230 kg. La propulsione è fornita da un motore elettrico alimentato da una pila a combustibile al cloruro d'argento e magnesio, che utilizza come reagente l'acqua di mare. Il motore aziona due eliche controrotanti che forniscono una velocità di crociera di 35 nodi, con un'autonomia di 6 chilometri.

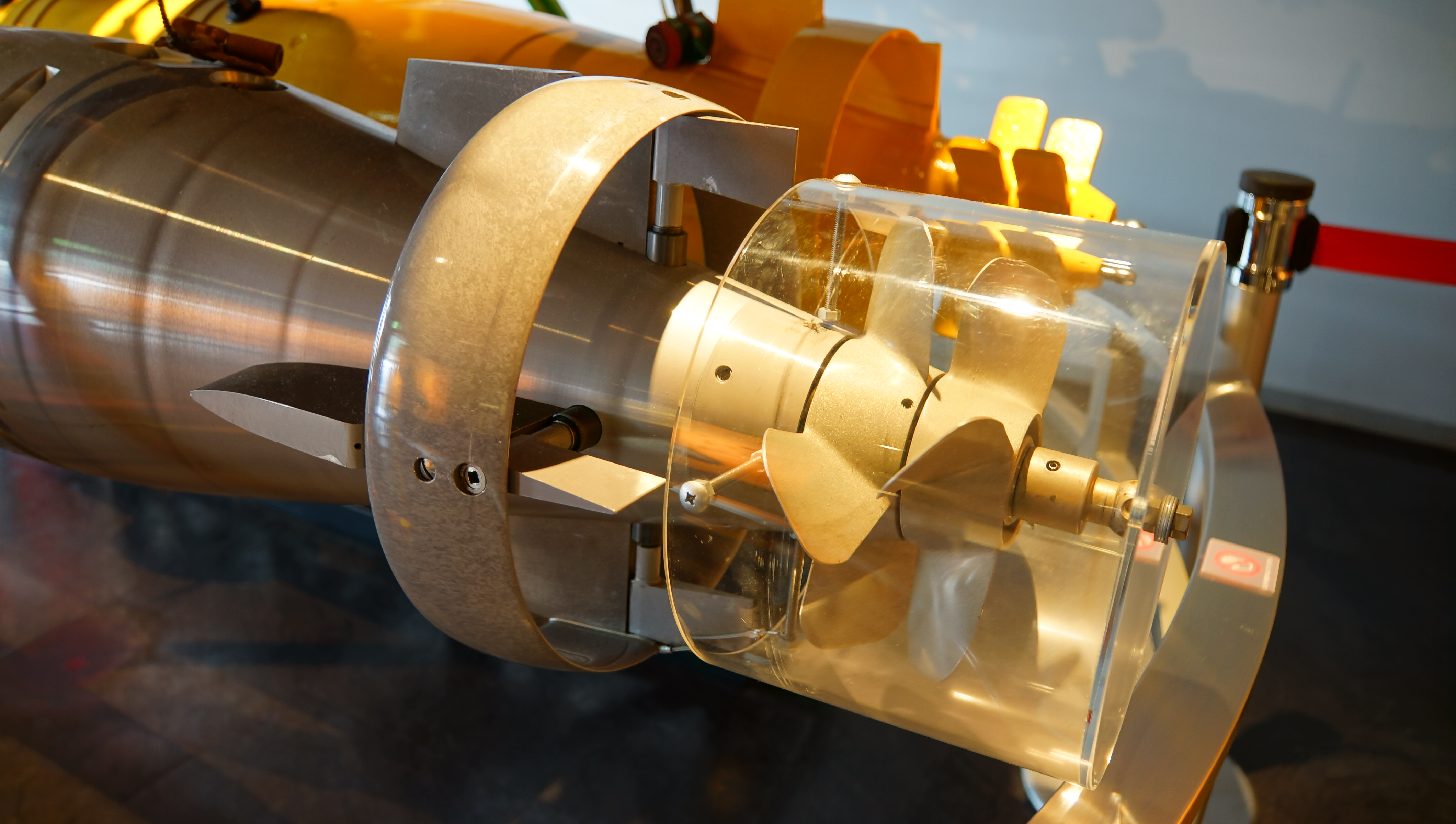
Le eliche controrotanti del siluro leggero Type 73.

La carica esplosiva è composta da 40 chilogrammi di HBX.
Il sistema di guida è acustico attivo, e nell'ultima versione operativa Type 73 (B) è stato migliorato con funzionalità TCCM (Torpedo Counter Counter Measures) per evitare le esche.